# Stuart Price
Stuart Price (Pariz, 9. rujna 1977.) britanski je glazbenik, tekstopisac i producent čiji su remiksevi i produkcije vezani za glazbenike poput New Ordera, Madonne, Kylie Minogue, Missy Elliott, The Killersa, Pet Shop Boysa, Brandona Flowersa, Gwen Stefani, Seala, Keane i Frankmusika. Njegovi aktovi su britanski elektronički pop/rock sastav Zoot Woman (s Adamom Blakeom i Johnnyjem Blakeom), Les Rythmes Digitales, Paper Faces, Man With Guitar (Čovjek s gitarom), Thin White Duke (Mršavi bijeli vojvoda) i parodični francuski Jacques Lu Cont, iako je odrastao u Readingu u Engleskoj.

## Albumi
Zoot Woman (s Adamom Blakeom i Johnnyjem Blakeom)
- Living In A Magazine (2001.)
- Zoot Woman (2003.)
- Things Are What They Used To Be (2009.)

Les Rythmes Digitales
- Libération (1996.)
- Darkdancer (1999.)

Jacques Lu Cont
- Blueprint (2000.)[3]
- FabricLive.09 (2003.)

## Napisane pjesme i produkcije
Price je napisao ili producirao sljedeće pjesme:
- Zoot Woman
  - "It's Automatic" (A.Blake, J.Blake, S.Price)
  - "Living In A Magazine" (A.Blake, J.Blake, S.Price)
  - "Information First" (A.Blake, J.Blake, S.Price)
  - "Nobody Knows (Part One)" (A.Blake, J.Blake, S.Price)
  - "Nobody Knows (Part Two)" (A.Blake, J.Blake, S.Price)
  - "Jessie" (A.Blake, J.Blake, S.Price)
  - "Chicago, Detroit, L.A." (A.Blake, J.Blake, S.Price)
  - "Losing Sight" (A.Blake, J.Blake, S.Price)
  - "Holiday Home" (A.Blake, J.Blake, S.Price)

s albuma Living In A Magazine (2001.)
- - "Grey Day" (A.Blake, J.Blake, S.Price)
  - "Taken It All" (A.Blake, J.Blake, S.Price)
  - "Gem" (A.Blake, J.Blake, S.Price)
  - "Hope In The Mirror" (A.Blake, J.Blake, S.Price)
  - "Snow White" (A.Blake, J.Blake, S.Price)
  - "Woman Wonder" (A.Blake, J.Blake, S.Price)
  - "Calmer" (A.Blake, J.Blake, S.Price)
  - "Useless Anyway" (A.Blake, J.Blake, S.Price)
  - "Maybe Say" (A.Blake, J.Blake, S.Price)
  - "Half Full Of Happiness" (A.Blake, J.Blake, S.Price)

s albuma Zoot Woman (2003.)
- - "Just a Friend of Mine" (A.Blake, J.Blake, S.Price)
  - "Lonely By Your Side" (A.Blake, J.Blake, S.Price)
  - "More Than Ever" (A.Blake, J.Blake, S.Price)
  - "Saturation" (A.Blake, J.Blake, S.Price)
  - "Take You Higher" (A.Blake, J.Blake, S.Price)
  - "Witness" (A.Blake, J.Blake, S.Price)
  - "Lust Forever" (A.Blake, J.Blake, S.Price)
  - "Memory" (A.Blake, J.Blake, S.Price)
  - "We Won't Break" (A.Blake, J.Blake, S.Price)
  - "Things Are What They Used to Be" (A.Blake, J.Blake, S.Price)
  - "Blue Sea" (A.Blake, J.Blake, S.Price)
  - "Live in My Head" (A.Blake, J.Blake, S.Price)

s albuma Things Are What They Used to Be (2009.)
- Princess Superstar
  - "My Machine" (C. Kirschner, Stuart Price)
  - "Artery" (C. Kirschner, Stuart Price)

s albuma My Machine (2003.)
- P Diddy
  - "Let's Get Ill" (Sean "P Diddy" Combs, Kelis Rogers, Nellee Hooper, Stuart Price)

sa singla Let's Get Ill s Kelis (2003.)
- Madonna
  - "X-Static Process" (Madonna, Price)

s albuma American Life (2003.)
- - "Hung Up" (Madonna, Price, Andersson, Ulvaeus)
  - "Get Together" (Madonna, Bagge, Åström, Price)
  - "Sorry" (Madonna, Price)
  - "I Love New York" (Madonna, Price)
  - "Let It Will Be" (Madonna, Ahmadzaï, Price)
  - "Forbidden Love" (Madonna, Price)
  - "Jump" (Madonna, Henry, Price)
  - "Isaac" (Madonna, Price)
  - "Push" (Madonna, Price)
  - "History" (Madonna, Price) B-side bonus track

s albuma Confessions on a Dance Floor (2005.)
- Juliet
  - "Au" (Richardson, Price)
  - "Avalon" (Richardson, Price)
  - "Nu Taboo" (Richardson, Price)
  - "Neverland" (Richardson, Price)
  - "Puppet" (Richardson, Price)
  - "On The Dancefloor" (Richardson, Price)
  - "New Shoes" (Richardson, Price)
  - "Would You Mind" (Richardson, Price)
  - "Untied" (Richardson, Price)
  - "Pot Of Gold" (Richardson, Price)

s albuma Random Order (2005.)
- New Order
  - "Jetstream" (New Order, A. Lynch and Price)
  - "Guilt Is A Useless Emotion" (New Order, Price)

s albuma Waiting for the Sirens' Call (2005.)
- Seal
  - "If It's In My Mind, It's On My Face" (Seal, Eric Schermerhorn, Stuart Price)
  - "Just Like Before" (Seal, Bill Bottrell, Stuart Price)
  - "Loaded" (Seal, Eric Schermerhorn, Stuart Price)
  - "Wedding Day" (Seal, Eric Schermerhorn, Stuart Price)
  - "Dumb" (Seal, Christopher Bruce, Stuart Price)
  - "The Right Life" (Seal, Stuart Price)

s albuma System (2007.)
- The Killers
  - "Leave the Bourbon on the Shelf"
  - "Sweet Talk"

s albuma Sawdust (2007.)
- - "Losing Touch"
  - "Human"
  - "Spaceman"
  - "Joy Ride"
  - "A Dustland Fairytale"
  - "This is Your Life"
  - "I Can't Stay"
  - "Neon Tiger"
  - "The World We Live In"
  - "Goodnight, Travel Well"
  - "A Cripping Blow"
  - "Tidal Wave"
  - "Forget About What I Said"

s albuma Day & Age (2008.)
- Keane
  - "Again and Again"
  - "Black Burning Heart"

s albuma Perfect Symmetry (2008.)
- Innerpartysystem
  - "Last Night in Brooklyn" (Stuart Price, Mark Needham, Innerpartysystem)
  - "Structure" (Stuart Price, Joel Hamilton, Innerpartysystem)
  - "Obsession" (Stuart Price, Joel Hamilton, Innerpartysystem)
  - "New Poetry" (Stuart Price, Mark Needham, Innerpartysystem)

s albuma Innerpartysystem (2008.)
- Frankmusik
  - "3 Little Words (Single Version)"

s albuma 3 Little Words EP (2008.)
- - "Better Off As Two"
  - "Gotta Boyfriend"
  - "Confusion Girl"
  - "Your Boy"
  - "When You're Around"
  - "3 Little Words"
  - "Wonder Woman"
  - "Complete Me"
  - "Time Will Tell"
  - "Run Away From Trouble"

s albuma Complete Me (2009.)
- Scissor Sisters
  - "Night Work" (Hoffman,Sellards,Price)
  - "Whole New Way" (Hoffman,Sellards,Price)
  - "Fire With Fire" (Hoffman,Sellards,Price)
  - "Any Which Way" (Hoffman,Sellards,Lynch/Price)
  - "Harder You Get" (Hoffman,Sellards,Price)
  - "Running Out"
  - "Something Like This"
  - "Skin This Cat"
  - "Skin Tight" (Hoffman,Sellards,Price)
  - "Sex and Violence" (Hoffman,Sellards,Price)
  - "Night Life" (Hoffman,Sellards,Lynch,Price)
  - "Invisible Light"(Hoffman,Sellards,Lynch,Price)

s albuma Night Work (2010.)
- Kylie Minogue
  - "All the Lovers"
  - "Get Outta My Way"
  - "Put Your Hands Up (If You Feel Love)"
  - "Closer"
  - "Aphrodite"
  - "Illusion"
  - "Better Than Today"
  - "Cupid Boy"
  - "Looking for an Angel"
  - "Can't Beat the Feeling"

s albuma Aphrodite (2010.)

## Remiksografija
- Agent Provocateur
  - "Elvis Economics" (Les Rythmes Digitales Mix)

- Akasha
  - "Brown Sugar" (Les Rythmes Digitales Mix)
  - "Brown Sugar" (Les Rythmes Digitales Alternative Playback)

- Arkarna
  - "Eat Me" (Benidorm Dub Mix by Les Rythmes Digitales)
  - "Eat Me" (Benidorm Vocal Mix by Les Rythmes Digitales)

- Armand Van Helden
  - "Sugar" (Paper Faces Mix)
  - "Sugar" (Paper Faces Dub)

- Aloud
  - "Sex & Sun" (Thin White Duke Mix)
  - "Sex & Sun" (Thin White Duke Extended Mix)

- Beck
  - "Mixed Bizness" (Nu Wave Dreamix by Les Rythmes Digitales)

- Bis
  - "Eurodisco" (Les Rythmes Digitales Remix)
  - "Eurodisco" (Les Rythmes Digitales Instrumental)

- Britney Spears
  - "Breathe On Me" (Jacques Lu Cont Mix)
  - "Breathe On Me" (Jacques Lu Cont's Thin White Duke Remix)

- Cassius
  - "Feeling For You" (Les Rythmes Digitales Short Remix)
  - "Feeling For You" (Digimix by Les Rythmes Digiales)

- Catalan FC
  - "Respect Is Burning" (Les Rythmes Digitales Remix)

- Chili Hi Fly
  - "Is It Love?" (Les Rythmes Digitales Remix)

- Chromeo
  - "Needy Girl" (Paper Faces Remix)
  - "Needy Girl" (Paper Faces Dub)

- Coldplay
  - "Talk" (Jacques Lu Cont Mix)

- - "Viva La Vida" (Thin White Duke Mix)
  - "Viva La Vida" (Thin White Duke Dub)

- Cornershop
  - "Sleep On The Left Side" (Les Rythmes Digitales Living By Numbers Mix)

- Deejay Punk-Roc
  - "My Beatbox" (Les Rythmes Digitales 'As De Pique' Remix)

- Depeche Mode
  - "A pain that I'm used to" (Jacques Lu Cont Remix)
  - "A pain that I'm used to" (Jacques Lu Cont Radio Mix)
  - "A pain that I'm used to" (Jacques Lu Cont Dub)
  - "A pain that I'm used to" (Jacques Lu Cont Alternate Dub)

- - "Wrong" (Thin White Duke Mix)
  - "Wrong" (Thin White Duke Dub)

- Dirty Beatniks
  - "Beatniks Bounce" (Les Rythmes Digitales Mix)

- E-Klektik
  - Maracana Madness" (Jacques Lu Cont Edit)
  - Macarana Madness" (Zoot Woman Mix)

- Electric Six
  - Danger! High Voltage" (Thin White Duke Mix)

- Felix Da Housecat
  - "Silver Screen Shower Scene" (Jacques Lu Cont's Thin White Duke Mix)
  - "Ready 2 Wear" (Paper Faces Mix)
  - "It's Automatic" (Paper Faces Mix)
  - "We All Wanna Be Prince" (Paper Faces Mix)

- Fischerspooner
  - "Just Let Go" (Thin White Duke Mix)
  - "Just Let Go" (Thin White Duke Radio Remix)

- Frankmusik
  - "3 Little Words" (Paper Faces Mix)

- Frantic Language
  - "Move It" (Les Rythmes Digitales Remix)
  - "Move It" (Les Rhythmes Digitales Main Mix)

- Friendly Fires
  - "Jump in the Pool" (Thin White Duke Mix)

- Hawke
  - "Vivos En La Muerte" (Les Rythmes Digitales Remix)

- Gerling
  - "Dust Me Selecta" (Jacques Lu Cont Mix)
  - "Dust Me Selecta" (Jacques Lu Cont Remix Edit)

- Ghosts
  - "The World is Outside" (Stuart Price Version)

- Glamorous Hooligan
  - "Stoned Island Estate" (Les Rythmes Digitales Remix)

- Goldfrapp
  - "Twist" (Jacques Lu Cont's Conversion Perversion Mix)
  - "Twist" (Jacques Lu Cont's Conversion Perversion Dub)

- Gwen Stefani
  - "4 In The Morning" (Jacques Lu Cont's Thin White Duke Mix)
  - "4 In The Morning" (Jacques Lu Cont's Thin White Duke Dub)
  - "4 In The Morning" (Jacques Lu Cont's Thin White Duke Edit)

- - "What You Waiting For?" (Jacques Lu Cont's Thin White Duke Mix)
  - "What You Waiting For?" (Jacques Lu Cont's Thin White Duke Dub)
  - "What You Waiting For?" (Jacques Lu Cont's Thin White Duke Radio Mix)

- Juliet
  - "Avalon" (Jacques Lu Cont Versus Remix)
  - "Avalon" (Jacques Lu Cont Versus Radio Edit)

- - "Ride The Pain" (Jacques Lu Cont's Thin White Duke Mix)
  - "Ride The Pain" (Jacques Lu cont Thin White Duke Radio Edit)

- Justice
  - "D.A.N.C.E" (Stuart Price Remix)
  - "D.A.N.C.E" (Stuart Price Edit)

- Kasabian
  - "Me Plus One" (Jacques Lu Cont Mix)
  - "Me Plus One" (Jacques Lu Cont Dub)

- Keane
  - "Better Than This" (Stuart Price Mix)

- Lady Gaga
  - "Paparazzi" (Stuart Price Mix)

- Laptop
  - "Nothing To Declare" (Les Rythmes Digitales Mix)

- Leroy Hanghofer
  - "Pin" (Les Rythmes Digitales & Sloop John Barillo Remix)

- Les Rythmes Digitales
  - "Jacques Your Body (Make Me Sweat)" (Club Mix by Les Rythmes Digitales)
  - "Jacques Your Body (Make Me Sweat)" (U.S. Mix by Les Rythmes Digitales)
  - "Jacques Your Body (Make Me Sweat)" ('99 Mix by Les Rythmes Digitales)

- - "(Hey You) What's That Sound?" (12" Mix by Les Rythmes Digitales)

- - "Music Makes You Lose Control" (Remix by Les Rythmes Digitales)

- - "Sometimes" (Les Rythmes Digitales Remix)
  - "Sometimes" (Zoot Woman Remix)

- Lhooq
  - "Losing Hand" (Les Rythmes Digitales Remix)
  - "Losing Hand" (Les Rythmes Digitales Instrumental Mix)

- Madonna
  - "Hollywood" (Jacques Lu Cont's Thin White Duke Mix)
  - "Hollywood" (Jacques Lu Cont's Thin White Duke Edit)

- - Hung Up" (SDP's Extended Dub)
  - Hung Up" (SDP's Extended Vocal Mix)
  - Hung Up" (SDP's Extended Vocal Edit), also known as "Stuart Price Vocal Mix"

- - "Sorry" (Man With Guitar Mix)
  - "Sorry" (Man With Guitar Vocal Edit)

- - Let It Will Be" (Paper Faces Mix)
  - Let It Will Be" (Paper Faces Vocal Edit)

- - Get Together" (Jacques Lu Cont Mix)
  - Get Together" (Jacques Lu Cont Vocal Edit)

- - "I Love New York" (Thin White Duke Mix)

- - Jump" (Jacques Lu Cont Mix)
  - Jump" (Jacques Lu Cont Edit)

- - "Miles Away" (Thin White Duke Mix)
  - "Miles Away" (Thin White Duke Edit)

- Medicine
  - As You Do (Jacques Lu Cont Spoonful of Sugar Remix)

- Mekon
  - "Eurostar" (feat. Jacques Lu Cont)

- - "Phatty's Lunchbox" (Les Rythmes Digitales Remix)

- - "Skool's Out (Les Rythmes Digitales Remix)

- Miike Snow
  - "The Rabbit" (Stuart Price Mix)

- Mirwais
  - "Miss You" (Thin White Duke Mix)
  - "Miss You (Thin White Duke Edit)

- - "Naive Song" (Les Rythmes Digitales Remix)

- Missy Elliot
  - "Lose Control" (Jacques Lu Cont Mix)
  - "Lose Control" (Jacques Lu Cont Dub)
  - "Lose Control" (Jacques Lu Cont Radio Edit)

- Mono
  - "Silicone" (Les Rhythmes Digitales Remix)

- Move
  - "Time Machine" (Les Rythmes Digitales Remix)

- Muse
  - "Undisclosed Desires" (Thin White Duke Mix)
  - "Undisclosed Desires" (Thin White Duke Edit)

- New Order
  - "Jetstream" (Jacques Lu Cont Mix)
  - "Jetstream" (Jacques Lu Continuous Dub)

- - "I Told You So" (Stuart Price Remix)

- No Doubt
  - It's My Life" (Jacques Lu Cont's Thin White Duke Mix)
  - It's My Life" (Jacques Lu Cont's Thin White Duke Edit)

- Orbital (featuring Alison Goldfrapp)
  - Nothing Left" (Les Rhythmes Digitales Remix)

- P. Diddy (featuring Kelis)
  - "Let's Get Ill" (Master Mix by Jacques Lu Cont)

- Phoenix
  - "Too Young" (Zoot Woman Mix)

- Placebo
  - "Pure Morning" (Les Rythmes Digitales Remix)

- - "Slave To The Wage" (Les Rythmes Digitales New Wave Mix)

- Ralph Myerz & The Jack Herren Band
  - "Casino" (Zoot Woman Remix)

- Royksöpp
  - "What Else Is There" (Jacques Lu Cont Radio Mix)
  - "What Else Is There" (Thin White Duke Mix)
  - "What Else Is There" (Thin White Duke Edit)

- - "This Must Be It" (Thin White Duke Mix)
  - "This Must Be It" (Thin White Duke Edit)

- Scissor Sisters
  - "Comfortably Numb" (Paper Faces Mix)

- - "Filthy / Gorgeous" (Paper Faces Main Mix)
  - "Filthy / Gorgeous" (Paper Faces Vocal Edit)
  - "Filthy / Gorgeous" (Paper Faces Vocal Mix)

- - Laura" (Paper Faces Mix)

- - I Don't Feel Like Dancing" (Paper Faces Mix)

- - "Invisible Light" (Stuart Price 12" Remix)

- Seal
  - Amazing" (Thin White Duke Main Mix)
  - Amazing" (Thin White Duke Dub)
  - Amazing" (Thin White Duke Edit)

- Sneaky Sound System
  - It's Not My Problem" (Thin White Duke Mix)
  - It's Not My Problem" (Thin White Duke Mix Radio Edit)

- Snow Patrol
  - Just Say Yes" (Thin White Duke Mix)
  - Just Say Yes" (Thin White Duke Edit)

- Starsailor
  - Four To The Floor" (Thin White Duke Mix)
  - Four To The Floor" (Thin White Duke Mix - Short Version)
  - Four To The Floor" (Thin White Duke Radio Edit)

- - Tell Me It's Not Over" (Thin White Duke Mix)
  - Tell Me It's Not Over" (feat. Brandon Flowers) (Stuart Price Remix)

- Steve Bug
  - Drives Me Up The Wall" (Les Rythmes Digitales Mix)

- Texas
  - "What About Us" (Jacques Lu Cont Mix)
  - What About Us" (Jacques Lu Cont Dub)
  - What About Us" (Jacques Lu Cont Edit)

- The Dysfunctional Psychedelic Waltons
  - "Payback Time" (Jacques Lu Cont's Thin White Duke Mix)
  - "Payback Time" (Jacques Lu Cont's Thin White Duke Mix Edit)

- The Faint
  - "The Conductor" (Thin White Duke Remix)

- The Killers
  - "Mr. Brightside" (Jacques Lu Cont's Thin White Duke Mix)
  - "Mr. Brightside" (Jacques Lu Cont's Thin White Duke Dub)
  - "Mr. Brightside" (Jacques Lu Cont's Thin White Duke Short Version)
  - "Mr. Brightside" (Jacques Lu Cont's Thin White Duke Short Version With Intro)

- - "When You Were Young" (Jacques Lu Cont's Thin White Duke Edit)
  - "When You Were Young" (Jacques Lu Cont's Thin White Duke Mix)
  - "When You Were Young" (Jacques Lu Cont's Thin White Duke Dub)

- - "Human" (Thin White Duke Club Mix)
  - "Human" (Thin White Duke Dub)
  - "Human" (Thin White Duke Edit)

- The Music
  - "Bleed From Within" (Thin White Duke Mix)
  - "Bleed From Within" (Thin White Duke Dub)

- The Ones
  - "Flawless" (Les Rythmes Digitales Remix)

- Themroc
  - "Gold Is Your Metal" (Paper Faces Mix)

- We in music
  - "Now That Love Has Gone" (From Hapiness To Loneliness Mix by Les Rythmes Digitales)

- Whirlpool Productions
  - "Disco II Disco" (Les Rhythmes Digitales Mix)

- Zoot Woman
  - "Gem" (Paper Faces Mix)

- - "Grey Day" (Paper Faces Mix)

- - It's Automatic" (Paper Faces Mix)

- - Living In A Magazine" (Paper Faces Remix)

## Vanjske poveznice
- zootwoman.com, Službena stranica od Zoot Woman